# Championnats d'Australie de squash
Les championnats d'Australie de squash sont une compétition de squash individuelle organisée par la Fédération australienne de squash. Ils se déroulent chaque année depuis 2003.
Ryan Cuskelly et Rex Hedrick détient le record de victoires masculines avec 3 titres. Kasey Brown et Jessica Turnbull détient le record de victoires féminines avec 3 titres.

## Palmarès[1]

### Hommes
- 2025 : Joseph White
- 2024 : Joseph White
- 2023 : Ryan Cuskelly
- 2022 : Rex Hedrick[2]
- 2021 : Rex Hedrick[3]
- 2020 : Nicholas Calvert
- 2019 : Ryan Cuskelly
- 2018 : Rex Hedrick
- 2017 : Zac Alexander
- 2016: non disputé
- 2015: non disputé
- 2014 : Ryan Cuskelly
- 2009 : Zac Alexander
- 2008 : Scott Arnold
- 2007 : Mike Corren
- 2006 : Dan Jenson
- 2005 : Cameron Pilley
- 2004 : Dan Jenson
- 2003 : Cameron White

### Femmes
- 2025 : Alex Haydon
- 2024 : Jessica Turnbull[4]
- 2023 : Jessica Turnbull
- 2022 : Jessica Turnbull[2]
- 2021 : Tamika Hunt[3]
- 2020 : Amelia  Martin[5]
- 2019 : Donna Lobban
- 2018 : Christine Nunn
- 2017 : Tamika Saxby
- 2016: non disputé
- 2015: non disputé
- 2014 : Rachael Grinham
- 2009 : Donna Urquhart
- 2008 : Kasey Brown
- 2007 : Kasey Brown
- 2006 : Kasey Brown
- 2005 : Amelia Pittock
- 2004 : Sarah Fitz-Gerald
- 2003 : Sarah Fitz-Gerald